# Frühlingslichtblume
Die Frühlingslichtblume (Colchicum bulbocodium), auch Lichtmessblume oder Lichtblume genannt, ist eine Pflanzenart der Gattung Colchicum, die zur Familie der Zeitlosengewächse (Colchicaceae) gehört. Sie blüht im Spätwinter und Frühling.

## Beschreibung

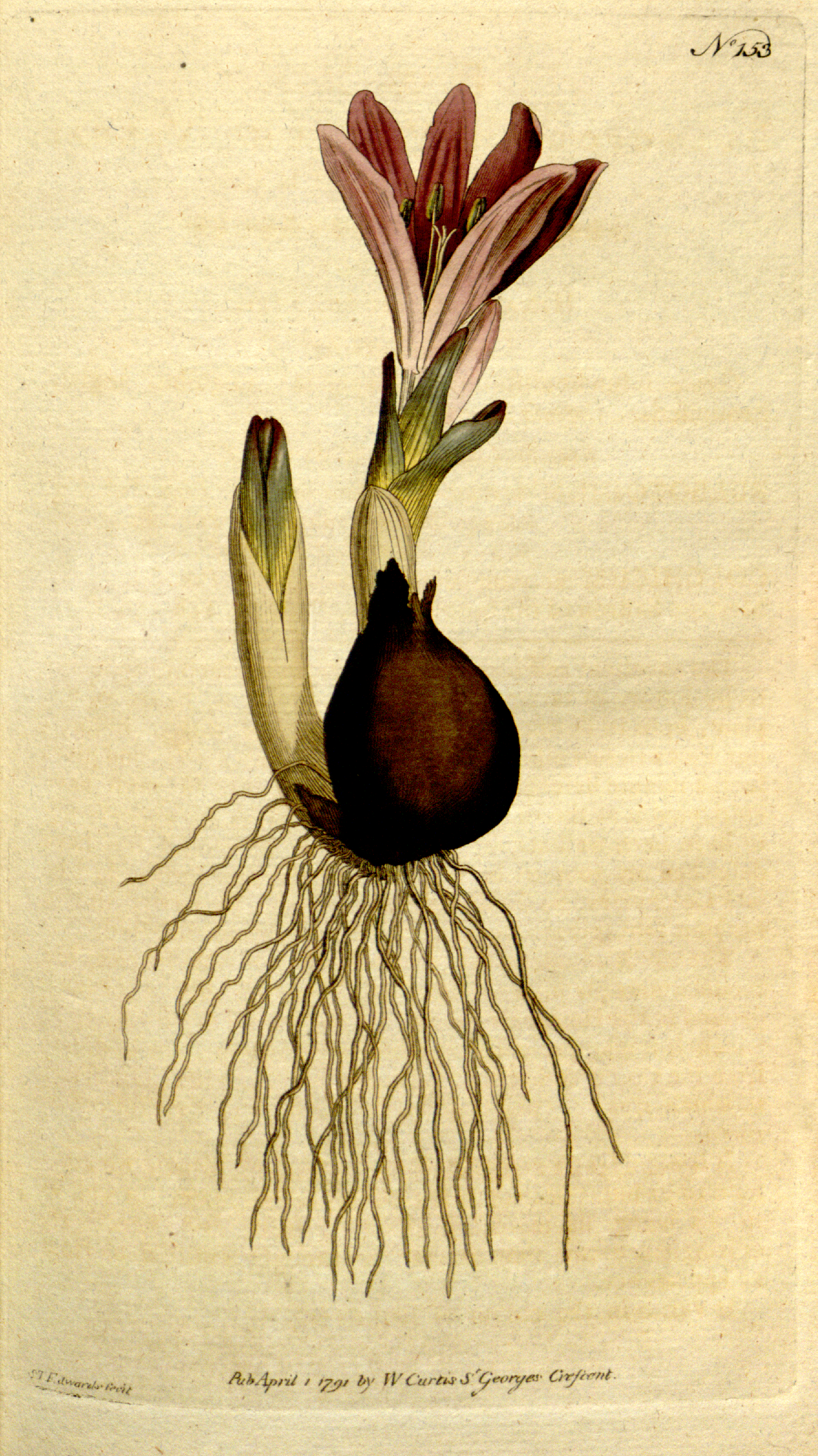
Illustration

Colchicum bulbocodium ist eine ausdauernde krautige Pflanze, die Wuchshöhen von 5 bis 15 cm erreicht. Dieser Geophyt bildet eine Sprossknolle als Überdauerungsorgan. Die zwei bis drei grundständigen Laubblätter sind dunkelgrün und lanzettlich.
Bis zu drei Blüten pro Pflanze blühen bis zu drei Wochen lang und erinnern an einen zu groß geratenen Krokus. Die zwittrigen Blüten sind dreizählig. Die sechs gleichgestaltigen Blütenhüllblätter sind zu einer Röhre verzahnt und meist lila-rosa oder seltener weiß gefärbt. Der Griffel ist oben dreispaltig. Die Blütezeit liegt je nach Witterung zwischen Anfang Februar und Ende April.
Es wird eine Kapselfrucht gebildet. Die Samen reifen im Spätfrühling bis in den Sommer hinein.
Die Chromosomenzahl beträgt 2n = 22.

## Vorkommen
Colchicum bulbocodium kommt in Mittel- und Südeuropa, in den Pyrenäen und den Alpen vor, am häufigsten im Kanton Wallis in der Schweiz. Sie sind selten, finden sich dann aber in hübschen größeren Beständen. Die Vorkommen sind montan bis subalpin, selten kollin, meist in Höhenlagen zwischen 500 und 2000 Metern. Diese Art wächst wild an vollsonnigen, frühlingsfeuchten (bei der Schneeschmelze) und sommertrockenen, alpinen Wiesen.
Sie kommt in größeren Beständen in den Walliser Alpen (Schweiz) und im ungarisch-rumänisch-ukrainischen Grenzgebiet vor. In den Ostalpen gibt es ein einziges lokales Vorkommen auf einem Steilhang der Gerlitzen in der Nähe von Villach (Kärnten). Dieser Fundort wurde erst im Jahr 1911 von Rudolf Scharfetter entdeckt. Das etwa 2 ha große Areal wurde gänzlich unter Naturschutz gestellt und wird vom österreichischen Naturschutzbund betreut. Unter anderem wurde es umzäunt und zu hohe Fichten wurden entfernt, um der seltenen Art genügend Licht zu geben.
Ihre Zuchtform wird selten in Parks und Gärten, besonders in Steingärten als Frühblüher gepflanzt.

## Taxonomie und Systematik
Die Erstveröffentlichung dieser Art erfolgte 1753 unter dem Namen Bulbocodium vernum durch Carl von Linné in Species Plantarum, S. 294. Der Name Colchicum bulbocodium wurde 1807 durch John Bellenden Ker-Gawler in Botanical Magazine; or, Flower-Garden Displayed ..., Band 26, Tafel 1028 veröffentlicht. Synonyme für Colchicum bulbocodium Ker Gawl. sind: Colchicum montanum auct. non L., Bulbocodium ruthenicum Bunge, Bulbocodium vernum L., Colchicum vernum (L.) Stef., Merendera verna (L.) Bubani.
Von Colchicum bulbocodium Ker Gawl. gibt es folgende Unterarten und Varietäten:
- Colchicum bulbocodium subsp. bulbocodium: Sie kommt in den Pyrenäen, in den südwestlichen und westlich-zentralen Alpen und in Kärnten vor.[4]
- Colchicum bulbocodium var. edentatum (Schur) K.Perss.: Sie kommt in Rumänien vor.[4]
- Colchicum bulbocodium subsp. versicolor (Ker Gawl.) K.Perss.: Sie kommt vom östlichen Ungarn und von Mittelitalien bis zum Kaukasus vor.[4]

## Bilder

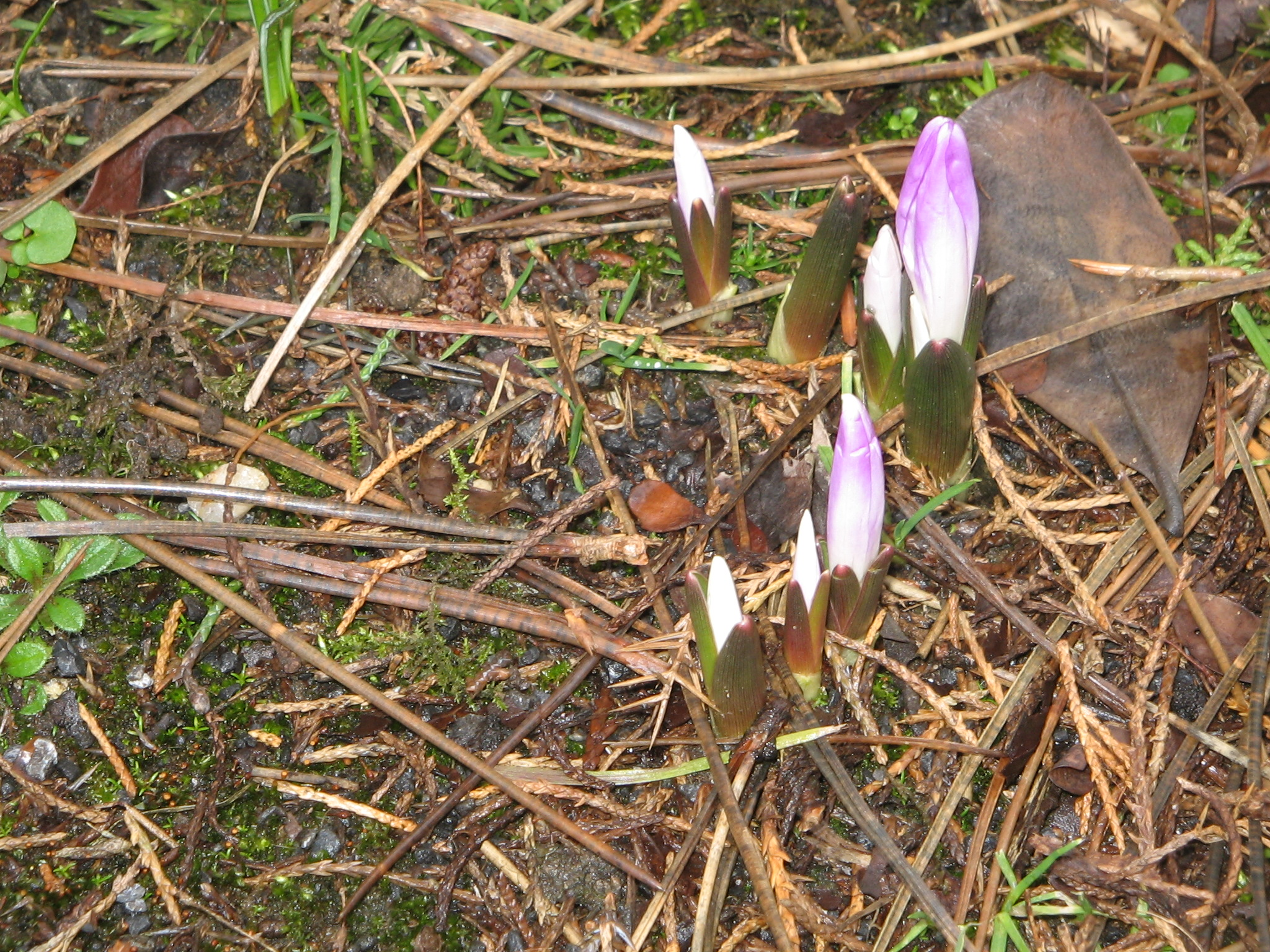
Blütenknospen fast auf Bodenniveau
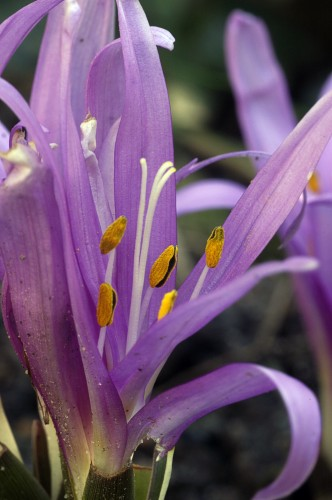
Nahaufnahme der Blüte
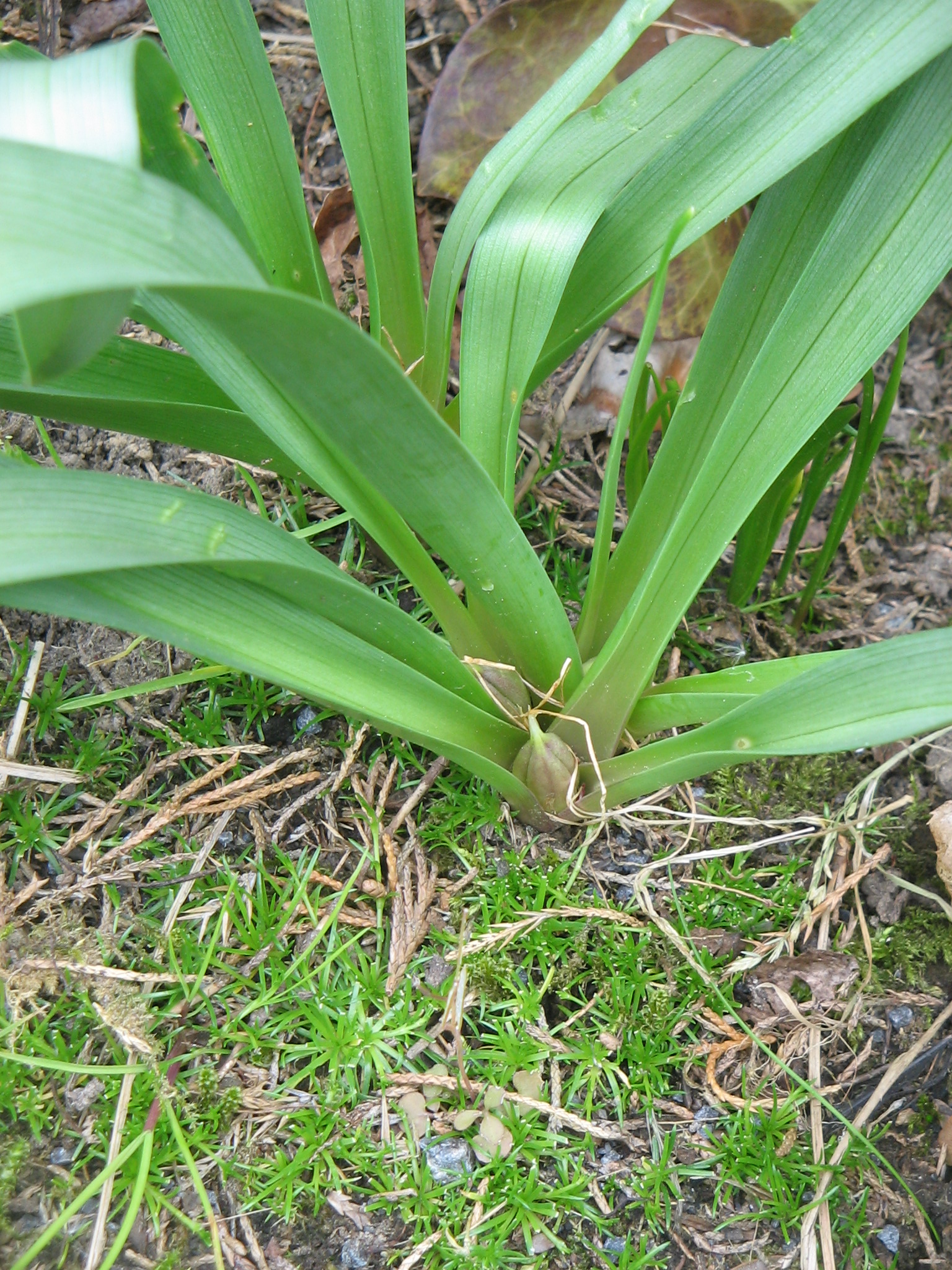
Blätter mit Kapselfrucht
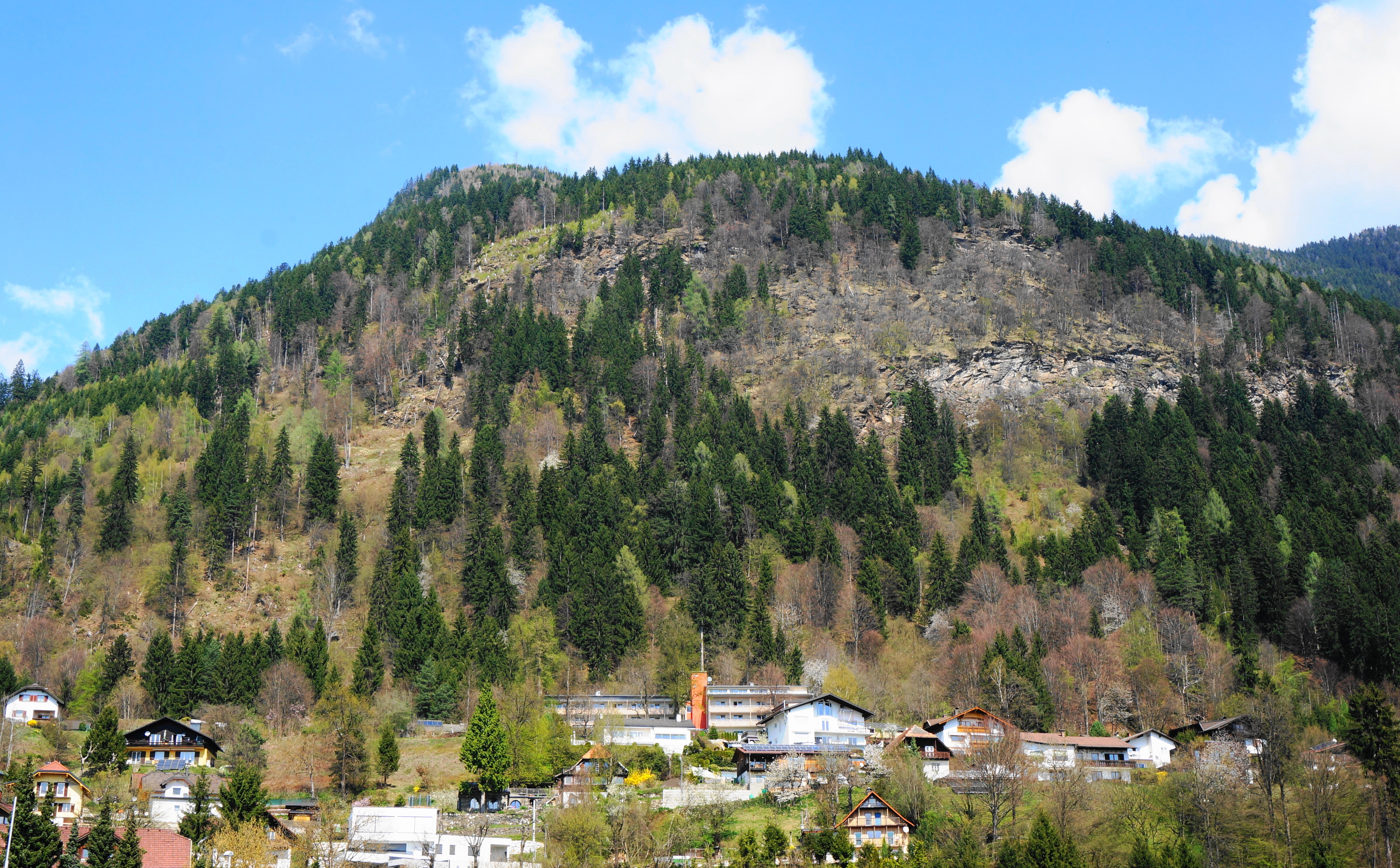
Biotop der Frühlingslichtblume in Kärnten
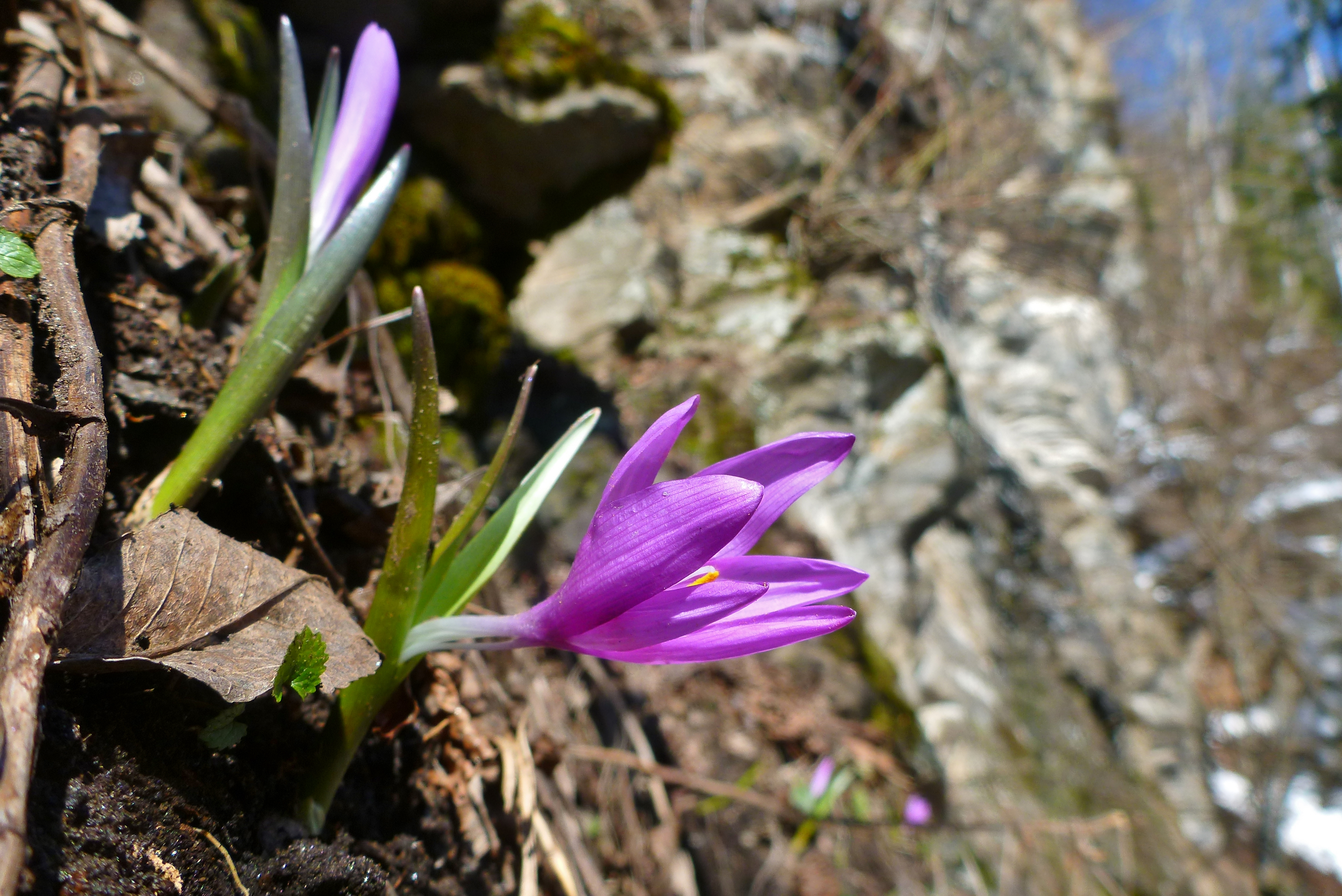
Frühlingslichtblume von der Gerlitzen
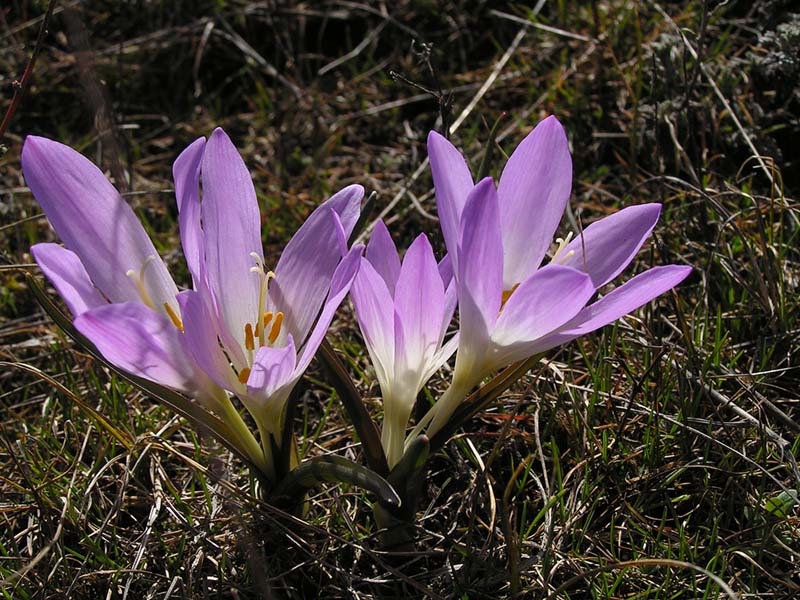
Colchicum bulbocodium subsp. versicolor in der Ukraine